# 奮鬥撞擊坑
奮鬥撞擊坑（英語：Endeavour），也譯為努力撞擊坑或奮進號撞擊坑，是一個位於火星子午線高原的撞擊坑，直徑約22公里。

## 地質狀況
火星侦察轨道器的資料顯示在奮鬥撞擊坑的撞擊坑環部分偵測到了頁矽酸鹽礦物。這些礦物可能是在火星早期歷史中形成於弱酸性潮濕環境。撞擊坑環在北側、東側和西南側較高。而環已經受到侵蝕並且退化，並且正遭遇和維多利亞撞擊坑類似受到平原物質填充撞擊坑底部的過程。
和周圍的平原做比較，撞擊坑底的光譜有強烈的玄武岩和赤鐵礦特徵。撞擊坑內包含兩組沙丘地。2008年開始拍攝的影像顯示了一些關於沙丘地的地形變化，這可能是在這二到三年間火星上的風仍持續侵蝕的證據。在撞擊坑環周邊的平原則有聚水合硫酸鹽的證據。
2011年12月，機會號在該撞擊坑環周圍的土壤發現了石膏礦脈。化驗證實該礦脈含有鈣、硫和水，和化驗資料最符合的礦物就是石膏。這可能是富含礦物的水流經岩石的縫隙形成的。在子午線高原有一個稱為「霍姆斯特克」（Homestake）的岩脈。因為當地其他種類的硫酸鹽存在，代表這可能是在偏中性環境，而非強酸性環境下形成；因此這樣的環境可能更適合多種生物生存。霍姆斯特克岩脈是富含硫酸鹽沉積物的岩床區域，比奮鬥撞擊坑周圍暴露出火山岩的岩床區域要古老。
機會號火星探测漫游者在2008年8月起開始往奮鬥撞擊坑前進，2009年7月在其攝影機視野中可見到撞擊坑環，並於2011年8月9日到達撞擊坑邊緣。

## 命名
奮鬥撞擊坑和其地理特徵的名字是來自詹姆斯·庫克於1769年到1771年首次航行所指揮的英國皇家海軍的研究船努力号。該次航行曾到達斐濟、紐西蘭、澳大利亞。而奮鬥撞擊坑地理特徵以詹姆斯·庫克命名的澳洲地名命名，例如：單峰駱駝岬、希克斯點、拜倫灣、苦難角、拜伦角和約克角。該次航行的目的是觀測金星凌日以確認日地距離，回程中探索新發現的陸地。

## 機會號的探測

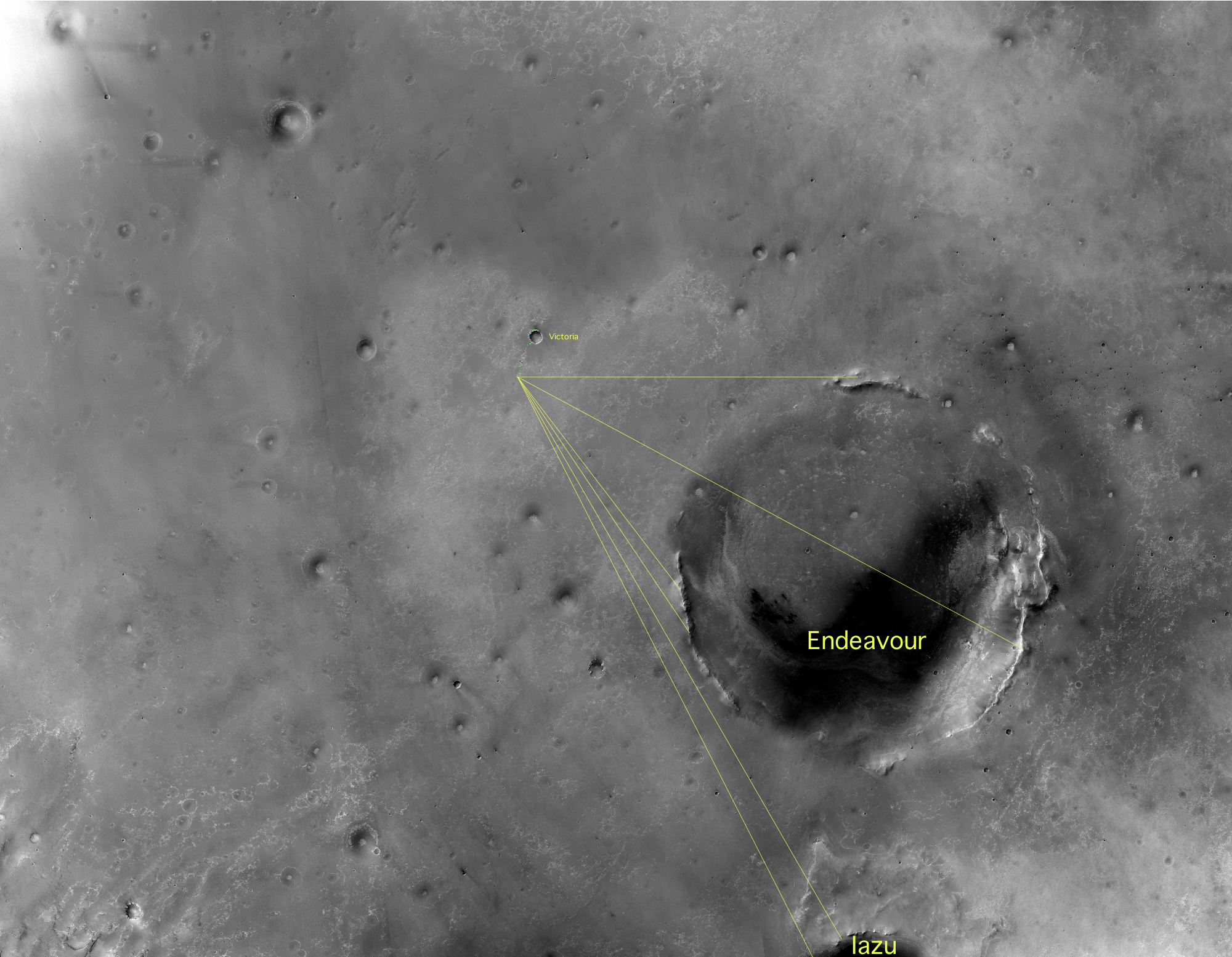
這個附加說明的影像顯示2009年5月機會號的位置，以及 Iazu、奮鬥和維多利亞撞擊坑。

自從2008年8月開始，機會號火星探测漫游者多次向該撞擊坑前進。機會號曾探測過的撞擊坑包含直徑750公尺的維多利亞撞擊坑、130公尺的堅忍撞擊坑和22公尺的鷹撞擊坑。
機會號於2008年8月離開維多利亞撞擊坑，前進3.2公里後到了2009年3月7日（第1820太陽日），奮鬥撞擊坑的環首度進入機會號攝影機的視野。機會號的攝影機中也可以看到當時距離38公里的直徑7公里的亚祖陨击坑。當時機會號距離奮鬥撞擊坑的直線距離是12公里，但為了避免危險，其行駛距離將比直線距離長 30%。基於之前探測維多利亞撞擊坑的經驗推測，該次旅程時間將達到一個火星年（23個月）。2010年5月5日，為了避免維多利亞撞擊坑和奮鬥撞擊坑之間對機會號相當危險的沙丘地形，預測的行駛距離達到了19公里。
2010年9月8日，機會號團隊宣布機會號已到達維多利亞撞擊坑和奮鬥撞擊坑19公里路程的中間點。2011年6月28日，機會號距離奮鬥撞擊坑的環已經不到2公里。

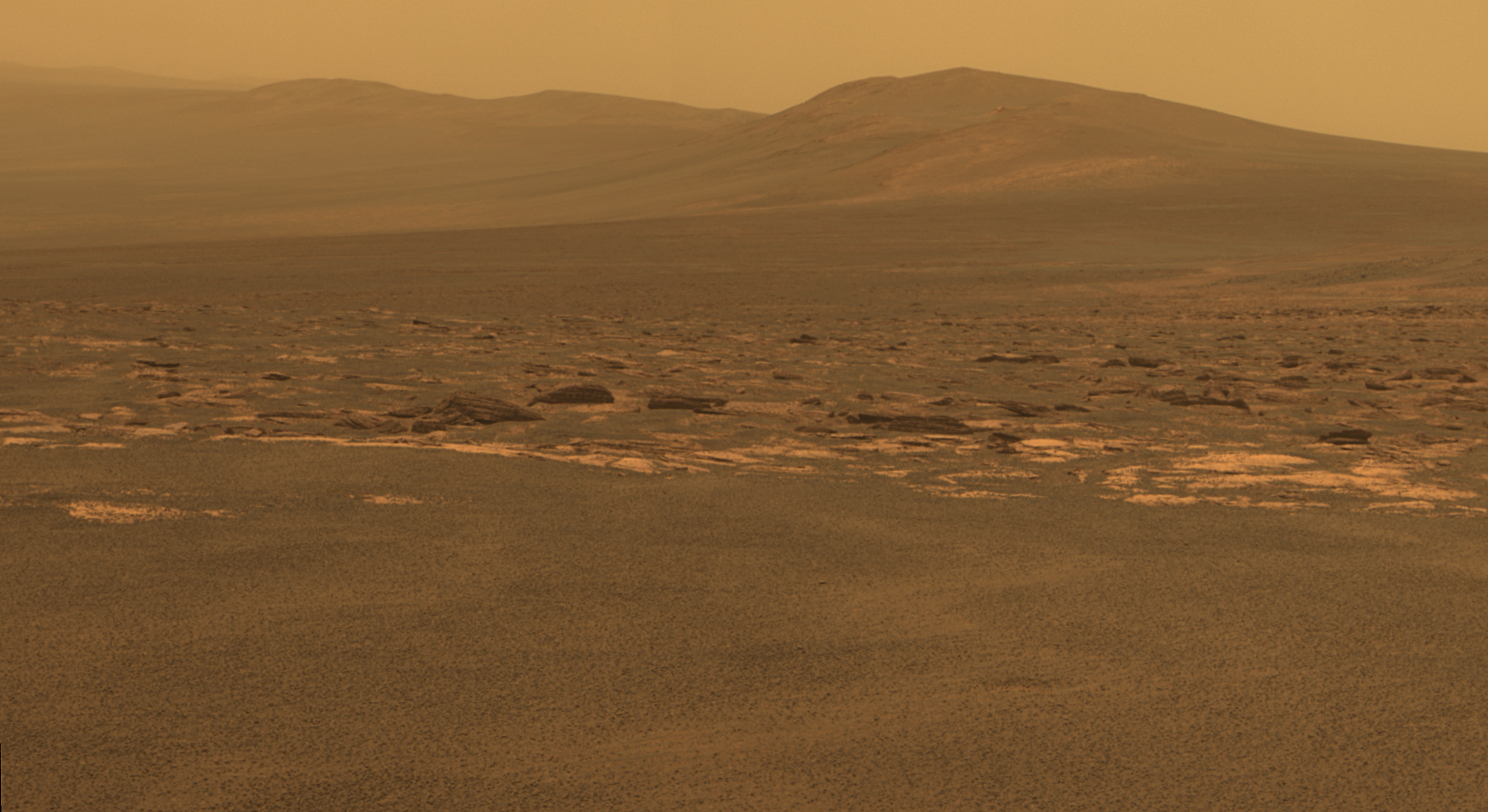
機會號拍攝的西側撞擊坑環

2011年8月4日，機會號距離奮鬥撞擊坑環只有120公尺 。8月9日機會號則到達了接近「精神點」（Spirit Point）的環的西緣研究之前並未發現的岩石露頭。

### 機會號曾探測過的撞擊坑
- 鷹撞擊坑
- 弗拉姆撞擊坑
- 堅忍撞擊坑
- 阿爾戈撞擊坑
- 沃斯托克撞擊坑
- 埃里伯斯撞擊坑
- 小獵犬撞擊坑
- 艾瑪迪安撞擊坑
- 維多利亞撞擊坑
- 康塞普西翁撞擊坑
- 聖瑪利亞撞擊坑

## 外部連結
- Official Mars Rovers website （页面存档备份，存于）